# 말뫼 아레나
말뫼 아레나(Malmö Arena)는 스웨덴 말뫼에 있는 스포츠 시설이다.